# Farabulini Júnior
Anselmo Farabulini Júnior ou apenas Farabulini Júnior, como era mais conhecido (São Paulo, 10 de outubro de 1921 - São Paulo, 11 de novembro de 2013), foi um advogado e político brasileiro. Iniciou sua carreira política como vereador de São Paulo, depois candidatou-se a deputado estadual, obtendo três legislaturas, mas teve seus direitos políticos cassados durante a Ditadura Militar no Brasil. Retornou anos mais tarde exercendo os mandatos de deputado federal constituinte, entre 1982 e 1988.

## História
Filho de Anselmo Farabulini e Maria Farabulini, formou-se em Química pela Escola Americana de Química Aplicada Mackenzie, em 1945. Três anos após, terminava o curso de Contabilidade na Escola Técnica de Comércio. No ano de 1949, iniciava na Faculdade de Direito da Universidade de São Paulo, se formando em 1954. Foi casado com Conceição Casciane Farabulini, com quem teve um filho.
No dia 11 de novembro de 2013, faleceu na Clínica Santa Marie, capital de São Paulo, em decorrência de uma insuficiência cardiorrespiratória aguda.

## Carreira Política
Foi vereador de São Paulo pelo Partido Republicano (PR), entre os anos de 1952 e 1954, e deputado estadual, cumprindo três mandatos (de 1954 a 1964), pelo Partido Trabalhista Nacional (PTN) e no Movimento Trabalhista Renovador (MTR). Em 31 de março de 1964, o Golpe Militar que destituiu o Presidente João Goulart e tomou o poder no país, fez com que seu mandato fosse cassado, em 8 de junho desse mesmo ano, a partir do Ato Institucional nº1 (AI-1). Sem exercer atividades políticas, ajudou na fundação e exerceu o cargo de diretor na Faculdade de Filosofia 9 de Julho e na Faculdade Nova Piratininga, entre os anos de 1973 e 1978. Na Escola Normal 9 de Julho, também foi diretor e lecionava Matemática e Estudos Brasileiros.
Em 1979, devido a extinção do bipartidarismo, filiou-se ao Partido Trabalhista Brasileiro (PTB), legenda na qual elegeu-se deputado federal por São Paulo, em novembro de 1982. Quando tomou posse, tornou-se titular a Comissão de Segurança Nacional da Câmara dos Deputados e, suplente a Comissão de Relações Exteriores.
Votou a favor da Emenda Dante de Oliveira, no dia 25 de abril de 1984, a qual propunha a volta das eleições diretas para Presidente da República, porém a emenda não alcançou o número de votos necessários para ser aprovada.
Também participou da Comissão de Serviço Público e foi membro titular a Subcomissão do Poder Legislativo, da Comissão da Organização dos Poderes e Sistema de Governo,além de suplente na Subcomissão dos Direitos e Garantias Individuais, da Comissão da Soberania e dos Direitos e Garantias do Homem e da Mulher.
Das votações mais importantes da Constituinte que participou, foi contra a ruptura das relações diplomáticas com países que apresentavam políticas de discriminação racial, a legalização do aborto, ao mandado de segurança coletiva, a proposta que limitaria o direito de propriedade privada, a que promoveria a estatização do sistema financeiro e ao mandato de cinco anos para o presidente José Sarney. Em contrapartida, era a favor da aprovação da pena de morte, da formação de um fundo para apoio da reforma agrária, do presidencialismo, da unicidade sindical e da legalização do jogo do bicho.
Em outubro de 1990, candidatou-se a reeleição, porém, dessa vez, não obteve muito sucesso e acabou deixando a Câmara do Deputados no ano seguinte, quando chegou ao fim seu mandato.